# Route nationale 350
Die Route nationale 350, kurz N 350 oder RN 350, war eine französische Nationalstraße, die von 1933 bis 2006 Lille mit der belgischen N43 bei Mouscron verband.

## N350a
Die N350A war ein Seitenast der N350, der in Marcq-en-Barœul anzweigte und zur belgischen Grenze bei Dottignies führte. Sie existierte von 1933 bis 2006, wobei sie ab 1973 die Nummer N450 trug.